# Золотилин, Сергей Александрович
Сергей Александрович Золотилин (род. 19 августа 1961) — государственный деятель, депутат Государственной думы третьего созыва.

## Биография

### Депутат госдумы
Депутат Государственной Думы третьего от избирательного объединения Общероссийская политическая общественная организация «Коммунистическая партия Российской Федерации».
Член фракции КПРФ. Заместитель председателя Комитета по природным ресурсам и природопользованию.